# 鳥海汐里
鳥海 汐里（とりうみ しおり、1991年3月23日 - ）は、日本で活動していた元子役。活動当時はシーアンドティー（キャロット）に所属していた。
身長154cm。血液型O型。趣味は手芸、料理、文通。特技は日本舞踊。

## 出演

### テレビドラマ
- フードファイト（2000年、日本テレビ） - レギュラー出演
- フードファイト 香港死闘篇（2001年、日本テレビ）
- フードファイト 深夜特急死闘篇・全国有名駅弁七番勝負（2001年、日本テレビ）
- 渋谷系女子プロレス（2001年、テレビ朝日）

### テレビ番組
- モグモグGOMBO（2001年、日本テレビ）
- 100%キャイ〜ン!（2001年、フジテレビ）
- BS特集 地球デジタル化最前線（2002年4月14日、NHK衛星第1テレビ）

### 舞台
- 歌舞伎座 市川猿之助大歌舞伎 華果西遊記（2001年）

### ビデオパッケージ
- 東京書籍 教材ビデオ（2001年）

### CM
- 味の素 Cook Do（2001年）
- エバラ食品工業 どんぶり喰亭「エバラでいっただきま〜す！お惣菜活用術・どんぶり」篇（2002年）[2]

### スチールモデル
- 飯田産業 ポスター（2001年）
- 学習研究社 アクセル理科（2002年）
- P&G ファブリーズ 雑誌広告（2002年）
- デアゴスティーニ 週刊メディア医学大百科 メディアファイル バインダー（2002年）、メディアファイル（2003年）
- イトーヨーカ堂 チラシ（2002年・2003年）
- 小田急百貨店 卒業用フォーマルウェア パンフレット（2003年）
- 明治図書出版 中学国語教材（2003年）